# ایلیا شکورنوف
ایلیا شکورنوف (روسی: Илья Юрьевич Шкуренёв؛ زادهٔ ۱۱ ژانویهٔ ۱۹۹۱) ورزشکار دو و میدانی اهل روسیه است.